# Liste der Naturdenkmale in Lenzen (Elbe)
Die Liste der Naturdenkmale in Lenzen (Elbe) nennt die Naturdenkmale in Lenzen (Elbe) im Amt Lenzen-Elbtalaue im Landkreis Prignitz in Brandenburg.

In den Spalten befinden sich folgende Informationen:
- Nr.: Identifizierungsnummer nach veröffentlichter Liste. Sie wird von der unteren Naturschutzbehörde des Landkreises oder der kreisfreien Stadt vergeben. Wenn sie bekannt ist, wird sie angegeben. In dieser Spalte kann sich zusätzlich das Wort Wikidata befinden, der entsprechende Link führt zu Angaben zu diesem Naturdenkmal bei Wikidata.
- Bezeichnung: Benennung des Naturdenkmals, in der Regel wird bei Bäume die Baumart genannt. Bekannte Eigennamen werden mit angegeben.
- Gemarkung: Ort oder Gemarkung, in der sich das Naturdenkmal befindet
- Lage: Nennt die Lage des Naturdenkmals im jeweiligen Ortsteil und die geografischen Koordinaten des Naturdenkmals. Link zu einem Kartenansichtstool, um Koordinaten zu setzen. In der Kartenansicht sind Naturdenkmale ohne Koordinaten mit einem roten beziehungsweise orangen Marker dargestellt und können in der Karte gesetzt werden. Denkmale ohne Bild sind mit einem blauen bzw. roten Marker gekennzeichnet, Denkmale mit Bild mit einem grünen beziehungsweise orangen Marker.
- Beschreibung: die Beschreibung des Naturdenkmales
- Schutzzweck: Erläutert den Grund der Unterschutzstellung
- Bild: Zeigt ein Bild des Naturdenkmales und gegebenenfalls ein Link zu weiteren Fotos im Medienarchiv Wikimedia Commons

## Lenzen (Elbe)
| Bild                                    | Bezeichnung                            | Lage | Beschreibung | Schutzzweck                                                                   | Nummer |
| --------------------------------------- | -------------------------------------- | --- | ------------ | ----------------------------------------------------------------------------- | ------ |
| Direkt Bild zu diesem Denkmal hochladen | Eiche (Quercus robur)                  | Lenzen, Am Deich zwischen Lenzen und Gandow; Flur 26, Flurstück 72/4 ()                                                                                         |              | Erhaltung und Pflege der landschaftsprägenden alten Eiche                     | 2      |
| BW                                      | Esche (Fraxinus exelsior)              | Nausdorf, Westlicher Dorfeingang Nausdorf, am Kanal; Flur 3, Flurstück 28 (53° 7′ 32″ N, 11° 33′ 5,3″ O)                                                        |              | Erhaltung und Pflege des landschaftsprägenden alten Baumes                    | 5      |
| BW                                      | Eiche (Quercus robur)                  | Lenzen, Am Marschrutenweg von Nausdorf nach Rambow; Flur 5, Flurstück 14/1; der Weg befindet sich direkt nördlich von Nausdorf (53° 7′ 37,7″ N, 11° 33′ 4,6″ O) |              | Erhaltung und Pflege des sehr alten, den Standort prägenden Baumes            | 6      |
| Direkt Bild zu diesem Denkmal hochladen | Kiefer (Pinus silvestris)              | Eldenburg, Im Wald, ca. 2 km nordwestlich von Alt Eldenburg; Flur 4, Flurstück 32/2 ()                                                                          |              | Erhaltung und Pflege der ältesten Bäume dieser Art im Landkreis               | 7      |
| Direkt Bild zu diesem Denkmal hochladen | Kiefer (Pinus silvestris)              | Eldenburg, Im Wald, ca. 2 Kilometer nordwestlich von Alt Eldenburg; Flur 4, Flurstück 32/2 ()                                                                   |              | Erhaltung und Pflege des sehr alten, besonders schön gewachsenen Einzelbaumes | 8      |
| Direkt Bild zu diesem Denkmal hochladen | Eiche (Quercus robur)                  | Eldenburg, An der Lindenallee Gandow; Flur 4, Flurstück 32/2 ()                                                                                                 |              | Erhaltung und Pflege der ältesten Eiche im Landkreis Prignitz                 | 9      |
| Direkt Bild zu diesem Denkmal hochladen | 3 Eiben (Taxus baccata)                | Eldenburg, Im östlichen Teil des Parkes Gandow; Flur 4, Flurstück 32/2 ()                                                                                       |              | Erhaltung und Pflege der sehr alten mächtigen Baumgruppe                      | 10     |
| Direkt Bild zu diesem Denkmal hochladen | Eiche (Quercus robur)                  | Eldenburg, Im Park Gandow, am Hauptweg zum Schloss; Flur 4, Flurstück 32/2 ()                                                                                   |              | Erhaltung und Pflege einer sehr alten, mächtigen und umfeldbestimmenden Eiche | 11     |
| Direkt Bild zu diesem Denkmal hochladen | Küstentanne (Abies grandis)            | Eldenburg, Im Park Gandow, am Hauptweg zum Schloss; Flur 4, Flurstück 32/2 ()                                                                                   |              | Erhaltung und Pflege dieses alten, in dieser Größe seltenen Exemplars         | 12     |
| Direkt Bild zu diesem Denkmal hochladen | Platane (Plantanus occidentalis)       | Eldenburg, Im Park Gandow, am Hauptweg; Flur 4, Flurstück 32/2 ()                                                                                               |              | Erhaltung und Pflege des sehr alten Baumes mit besonderer Wuchsform           | 13     |
| Direkt Bild zu diesem Denkmal hochladen | Douglasie (Pseudotsuga menziesii)      | Eldenburg, Im Park Gandow, am Hauptweg; Flur 4, Flurstück 32/2 ()                                                                                               |              | Erhaltung und Pflege eines der ältesten Exemplare seiner Art in Deutschland   | 14     |
| Direkt Bild zu diesem Denkmal hochladen | 2 Sumpfzypressen (Taxodium distichum)  | Eldenburg, Im Park Gandow, am Teich; Flur 4, Flurstück 32/2 ()                                                                                                  |              | Erhaltung und Pflege dieses alten, in dieser Größe sehr seltenen Exemplars    | 15     |
| Direkt Bild zu diesem Denkmal hochladen | Hemlocktanne (Tsuga heterophylla)      | Eldenburg, Im Park Gandow, nördlich des Schlosses; Flur 4, Flurstück 32/2 ()                                                                                    |              | Erhaltung und Pflege dieses alten, in dieser Größe äußerst seltenen Exemplars | 16     |
| Direkt Bild zu diesem Denkmal hochladen | Schirmtanne (Sciadopitys verticillata) | Eldenburg, Am Weg von Gandow zum Mausoleum; Flur 4, Flurstück 32/2 ()                                                                                           |              | Erhaltung und Pflege des sehr seltenen Baumes                                 | 17     |
| Direkt Bild zu diesem Denkmal hochladen | Coloradotanne (Abies concolor)         | Eldenburg, Am Weg von Gandow zum Mausoleum; Flur 4, Flurstück 32/2 ()                                                                                           |              | Erhaltung und Pflege eines der ältesten Exemplare seiner Art in Deutschland   | 18     |
| Direkt Bild zu diesem Denkmal hochladen | Sicheltanne (Cryptomeria japonica)     | Eldenburg, Am Weg von Gandow zum Mausoleum; Flur 4, Flurstück 32/2 ()                                                                                           |              | Erhaltung und Pflege dieses alten, in dieser Größe äußerst seltenen Exemplars | 19     |
| Direkt Bild zu diesem Denkmal hochladen | 3 Eichen (Quercus robur)               | Eldenburg, Am Scheidgraben im Gandower Forst; Flur 4, Flurstück 32/2 ()                                                                                         |              | Erhaltung und Pflege der sehr alten und sehr mächtigen Exemplare              | 20     |